# Bjarne Henning-Jensen
Bjarne Henning-Jensen (* 6. Oktober 1908 in Frederiksberg, Dänemark; † 21. Februar 1995 ebenda) war ein dänischer Schauspieler, Drehbuchautor und Regisseur, einer der bedeutendsten Filmschaffenden seines Landes in den frühen Nachkriegsjahren, der für eine dokumentarische Schärfe und einen nüchternen Realismus in seinen Spielfilmen bekannt wurde.

## Leben und Wirken

### Am Theater
Der Sohn des Großhändlers Henning-Jensen (gestorben 1943) und seiner Frau Ragnhild Selmer Hanssen (gestorben 1924) ließ sich 1925 vom Schauspieler und Regisseur Holger Gabrielsen künstlerisch ausbilden. Dieser empfahl ihm allerdings, lieber Schriftsteller zu werden. Bjarne Henning-Jensen absolvierte daraufhin in den Jahren 1927 bis 1930 eine Sprach- und Wirtschaftsausbildung im Ausland. Danach wechselte er zur Bühne und gab seinen Einstand am 5. September 1930 am Theater von Odense mit der Rolle des Bertie Lennox in „Bedre folks børn“. Von 1932 bis 1934 war er am Stadttheater von Aarhus engagiert und von 1936 bis 1938 Ensemblemitglied des Riddersalen. Zwischendurch (1935) gab Bjarne Henning-Jensen sein Debüt als Schriftsteller mit dem Bühnenstück „De gode dage“, das im Dagmarteatret aufgeführt wurde. Am 10. August 1938 heiratete er im Kopenhagener Rathaus die Kollegin Astrid Schmahl, die nicht nur seine Lebenspartnerin, sondern auch seine engste Vertraute bei der Umsetzung zukünftiger Filmstoffe werden sollte.

### Beim Film
Im Jahr der deutschen Besetzung Dänemarks (1940) wechselte Henning-Jensen als Regieassistent der Nordisk Film hinter die Kamera. Ab dem darauf folgenden Jahr inszenierte er zumeist dokumentarische Kurzfilme, 1943 gab er sein Langfilmdebüt. Schlagartig bekannt machte ihn sein erster Nachkriegsfilm, das triste Sozialdrama Ditte – ein Menschenkind. Bis 1950 blieb Henning-Jensen der Nordisk verbunden, danach inszenierte er nur noch in unregelmäßigen Abständen. Für seinen grönländischen Farbfilm Wo die Berge segeln erhielt der Regisseur 1957 eine Oscar-Nominierung. Auch seine nächste Arbeit, die Gattin Astrid inszenierte und bei der er am Drehbuch beteiligt gewesen war, Pao aus dem Dschungel, erhielt eine Nominierung für den US-amerikanischen Akademiepreis. 1962 wagte er sich an eine schwedische Verfilmung von Knut Hamsuns Roman Pan, die in Deutschland unter dem Titel Aller Nächte Sehnsucht in die Kinos kam. Sein späteres filmisches Schaffen verblasst gegenüber seinen wichtigsten vorhergehenden Werken. Mit der ruhig erzählten Geschichte über die Freundschaft von vier grundverschiedenen Menschen, Skipper & Co., beendete Bjarne Henning-Jensen 1974 seine aktive Tätigkeit hinter der Kamera.

### Weitere Aktivitäten und Auszeichnungen
Ab 1951 schrieb Bjarne Henning-Jensen Drehbücher für mehrere ausländische Filmfirmen. 1968 erhielt er die Oberaufsicht über die dänisch-staatliche Filmschule. Zwischen seinen Filmaktivitäten führte er auch immer mal wieder Regie bei Theaterstücken, z. B. bei Der Kirschgarten am Theater seiner Heimatgemeinde Frederiksberg und Rytteren am Det Ny Teatre, sowie bei Lykkelige dage im Folketeatret, Tre må man være im Nygade Teatret und 1949 bei Flyvende sommer im Riddersalen. Bjarne Henning-Jensen erhielt mehrere internationale Film- und Kritikerpreise sowie weitere Auszeichnungen. Erst 1990 erhielt das Regisseurehepaar den Pråsen-Kinderfilmpreis als Anerkennung für beider Leistungen mit Filmen wie Verflixte Rangen, Palle alene i verde und Pao. In den Jahren 1967 bis 1984 waren er und seine Frau auch Autoren der Radioserie Karlsens Kvarter.

## Filmografie
Als Regisseur und (Co-)Drehbuchautor, wenn nicht anders angegeben:
- 1941: Arbejdet kalder (Kurzfilm)
- 1941: Brunkul (Kurzfilm)
- 1942: Sukker (Kurzfilm)
- 1942: Papir (Kurzfilm)
- 1943: Når man kun er ung
- 1946: Ditte – ein Menschenkind (Ditte Menneskebarn)
- 1947: Verflixte Rangen (De pokkers unger)
- 1948: Kristinus Bergman
- 1950: Vesterhavsdrenge
- 1953: Solstik
- 1954: Tivoligarden spiller (nur Drehbuch)
- 1954: Sommerferien eines Pferdes (Hest på sommerferie) (Kurzfilm, nur Drehbuch)
- 1955: Wo die Berge segeln (Hvor bjergene sejler)
- 1959: Pao aus dem Dschungel (Pao) (nur Drehbuch)
- 1961: Einer unter vielen (Een blandt mange) (nur Produktion)
- 1962: Aller Nächte Sehnsucht (Kort är sommaren)
- 1965: Die blauen Wellensittiche (De blå undulater) (nur Drehbuch)
- 1966: Fra filmens værksted (TV-Serie) (nur Drehbuch und Produktion)
- 1974: Skipper & Co.